# تاریخ نظامی ایتالیا در جنگ جهانی دوم
ایتالیا کشوری است در جنوب اروپا با آب‌وهوایی معتدل، مدیترانه‌ای و حاره‌ای که جنوب آن دریای مدیترانه قرار دارد و در غرب و شرق آن نیز توسط دریای مدیترانه احاطه گشته. از شمال شرقی و شمال با کشورهای اسلوونی، اتریش و سوئیس و از شمال غربی با فرانسه همسایه است.

## ایتالیا در میانهٔ جنگ جهانی اول و دوم
ایتالیا که کشوری با حکومت پادشاهی مشروطه بود پس از جنگ جهانی اول که از اتریش شکست خورده بود و این شکست تا به امروز از بدترین خاطرات مردم ایتالیا به‌شمار می‌رود؛ خسارات عمده‌ای دیده بود و از آنجایی که ایتالیا منبعی فسیلی جز زغال‌سنگ نداشت، برای آبادانی خود دست به استعمار کشورهای جنوبی خود یعنی کشورهای آفریقایی زد.
با نخست‌وزیری بنیتو موسولینی این کار شتاب بیشتری یافت. موسولینی رهبر ایتالیای فاشیست طی دوران جنگ جهانی دوم بود.
موسولینی شعارهای فاشیستی می‌داد و یاد از دوران حکومت مقدس روم می‌کرد و مردم کشورش را به یاد شکوه آن دوران می‌انداخت و به آنان نوید پیشرفت و ایتالیایی قدرتمند می‌داد. با به قدرت رسیدن موسولینی پادشاه ایتالیا امانوئل عملاً از قدرت برکنار شده بود و هیچ کاری از دستش برنمی‌آمد.

## ایجاد ارتشی کارآمدتر
موسولینی با تفکر فاشیستی دست به ایجاد سپاهی بهتر از جنگ جهانی اول زد و در لباس‌های ارتش سعی بر این بود که از پوشش‌هایی استفاده کنند که نشانه‌هایی از دوران باستان و گذشته داشته باشد. شاید بتوان فرم خاص کلاه‌های نظامی سربازان ایتالیا در آن دوران را نمونهٔ بارزی از این موضوع مطرح کرد. با این حال، به‌طور کلی ارتش با سرعت کمی در حال تجهیز شدن بود.

## پیشروی در آفریقا
با حمله به کشورهای لیبی و اتیوپی این کشورها به زیر سلطهٔ ایتالیا رفتند. در حالی که عمر مختار قهرمان ملی لیبی که با حملهٔ ایتالیا دست به قیام همه‌جانبه زده بود به آن‌ها که مسلح به تانک‌ها و زره‌پوش‌های مسلسل‌دار بودند اعلان جنگ داد و با لشکری که تهیه کرده بود به ایتالیایی‌ها به‌وسیلهٔ اسب‌سواران مسلح به تفنگ‌های گلنگدنی حمله می‌کرد و در هر حمله‌ای که پیروز می‌شد با غنایم به‌دست‌آمده دوباره به آنان حمله می‌کرد.
حکومت وقت ایتالیا که سپاهی مجهزتر و قدرتمندتر را به لیبی فرستاد، در جنگی عمر مختار را دستگیر نموده، بعد با طناب دار اعدامش کرد.

## آغاز جنگ جهانی دوم
آلمان و ایتالیا و ژاپن که پیمانی را برای جلوگیری از خطر گسترش کمونیسم امضا کرده بودند به عنوان کشورهای متحد شناخته شدند. با شروع جنگ جهانی دوم ایتالیا تا ده سال پیمان همکاری نظامی را امضا کرده بود؛ بنابراین ایتالیا هم مستعمرات خود را گسترش می‌داد و هم با کشورهای همسایه درگیر جنگ می‌شد. با اعلان جنگ بریتانیا به ایتالیا درگیری آغاز شد و ایتالیا همه چیز خود را در حال از دست دادن دید، بنغازی از دست رفت و دژ بزرگ طبرق نیز به دست انگلیسی‌ها افتاد.

## نبرد آفریقا

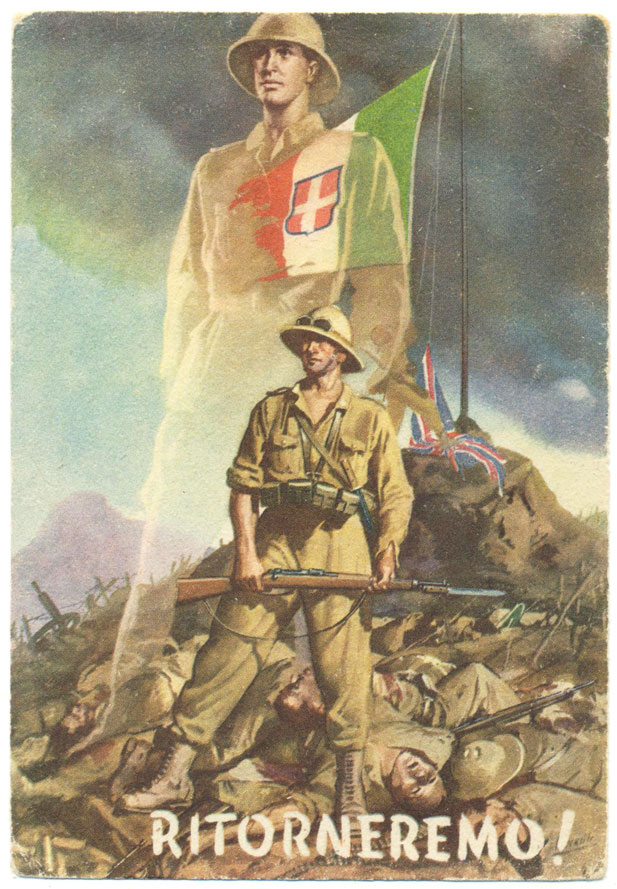
تصویر سرباز ایتالیایی در جنگ با اتیوپی

به‌دنبال شکست‌های پی‌درپی موسولینی چاره‌ای جز درخواست کمک از آلمان نداشت. به‌دنبال این موضوع هیتلر مجبور شد یکی از بهترین افسران خود را به صحرای آفریقا اعزام دارد. در چنین شرایطی اروین رومل با سپاهش وارد شمال لیبی شد و با تاکتیک‌های بی‌نظیر نظامی تمام شهرها و اماکن استراتژیک را از بازپس می‌گیرد.
با پیروزی‌های پی‌درپی آلمانی‌ها وایتالیایی‌ها زیر فرماندهی آلمانی‌ها، چرچیل نخست‌وزیر انگلیس به هراس می‌افتد و برعکس هیتلر به آفریقا اهمیت بیشری می‌دهد و از آمریکا کمک می‌خواهد. در حالی که انگلیسی‌ها روزبه‌روز تجهیز می‌شدند و تدارکات فراوانی برایشان تهیه می‌شد اما بر عکس تجهیزات زیادی برای ایتالیایی‌ها و آلمانی‌ها در کار نبود هر چه بنزین برای تانک‌ها و خودروهای زرهی بود توسط برتری در دریا به پایگاهی در مالت نابود می‌شد وقتی رومل از پایگاه فرمانده کل قوا در خواست کمک کرد به او گفته شد باید به همان چیزهایی که دارد قناعت کند. او هم چاره‌ای دیگر نداشت با تجهیزات کم خود و با تانک‌های نسبتاً خوب ولی دارای توپ ضعیف ایتالیایی‌ها و جنگ‌افزارهای از رده خارج ایتالیا و با سربازهای آن‌ها تا آنجا که مقدور بود مقاومت کرد که در العلمین متحمل شکست نابرابر تجهیزاتی شد نه تاکتیکی.

## جبهه شرقی
از مجموع ۷۰۰ هزار نفر نیرویی که متحدان آلمان برای عملیات بارباروسا، تهاجم به شوروی، به‌کارگرفتند حدود ۹ درصد ایتالیایی بودند.

### نبرد استالینگراد

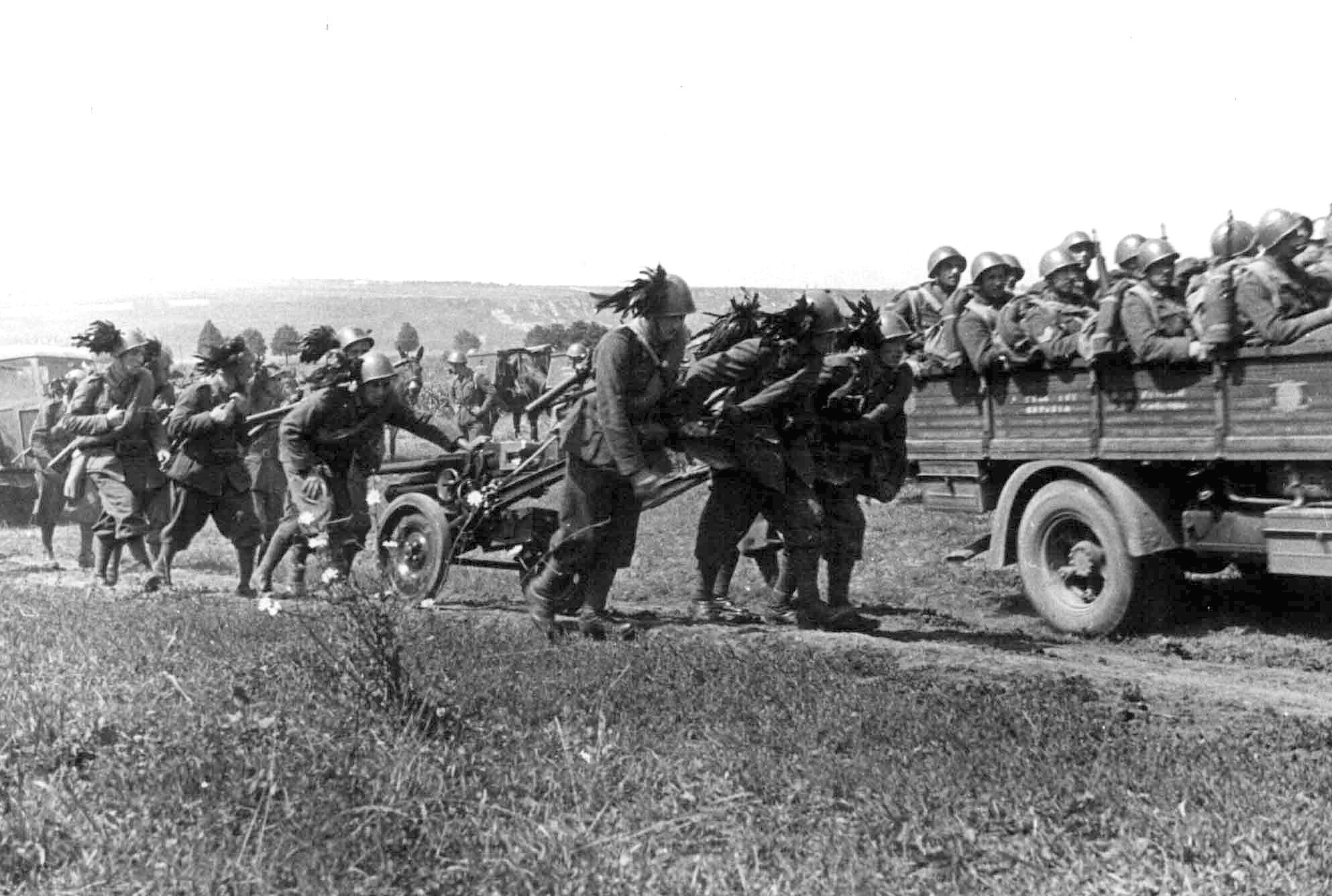
نیروهای ایتالیایی در جبهه شرقی، ژوئیه ۱۹۴۲

با کند شدن سرعت آلمان در نبرد استالینگراد، موسولینی درخواست برگشت نیروهایش را از شرق کرد اما با دریافت قول مساعد پیروزی، آن نیروها را در جبهه شرقی نگه داشت.

## حملهٔ متفقین به‌سوی ایتالیا
حملات متفقین رو به ایتالیا (آمریکا و انگلیس) به جزایر ایتالیا از جمله سیسیل باعث شد ایتالیایی‌ها به دو دسته تقسیم شوند یکی طرفدار متحدین و دیگران که مخالف موسولینی بودند علیه متحدین. با این کار ایتالیا از هم پاشیده شد و افسار امور از دست حکومت موسولینی خارج شد. گرچه سلاح‌های زیادی برای مقابله از آلمان در یافت کرده بود به عنوان مثال تعدادی تانک تایگر آلمانی که اصلاً ایتالیایی‌ها استفاده نکردند و توسط آلمانی‌ها خارج شد.

## دستگیری موسولینی
موسولینی که توسط ایتالیایی‌ها دستگیر شده بود آمادهٔ محاکمه شدن بود و این مشکل باز هم باید توسط آلمانی‌ها حل می‌شد. هیتلر به هوابردهای خود و به کماندوی اصلی خود یعنی اتو اسکورزنی دستور نجات او را داد. او هم با هوابردها موسولینی را از دست متفقین نجات می‌دهد. اما قوای متفق در حال بمباران و پیشروی بود.